# Milizia brasiliana
La milizia brasiliana è un gruppo paramilitare operante in 92 Favelas di Rio de Janeiro, in Brasile.

## Storia
Le unità paramilitari sono state fondate alla fine degli anni '80 dopo la dittatura, ma sono emerse all'inizio del nuovo millennio. Essendo composti da ex agenti di polizia e per l'alleanza che hanno con le forze dell'ordine, i paramilitari godono del sostegno politico. Sono supportati anche dal presidente del Brasile Jair Bolsonaro.
Dal 2007 al 2008, i paramilitari hanno combattuto una violenta guerra contro le bande di strada, tra le quali l'ADA e il Comando Rosso, e, inoltre, essi sono stati visti usare un Caveirão della Polizia militare brasiliana per la guerriglia contro le bande a Ottobre del 2009, durante la guerra criminale di Rio.

### Liga da Justiça
La Liga da Justiça è la più grande e forte fazione paramilitare presente in Brasile. Il suo nome è un riferimento al gruppo di supereroi DC Comics chiamato Justice League. Il suo simbolo è lo scudo del personaggio dei cartoni animati di Batman.
Nato nel '95 sotto il nome di Os Caras do Posto, era guidata inizialmente da Ricardo Teixeira Cruz e Aldemar Almeida dos Santos, chiamati rispettivamente Batman e Robin. Operava principalmente nella zona Ovest di Rio, ma poi si è espanso nei quartieri circostanti.
Nel 2009, Teixeira è stato arrestato e dopo il suo arresto sono iniziati dei conflitti intestini tra miliziani, principalmente contro il gruppo miliziano Rio das Pedras, che sono continuati fino al 2010 con l'arresto di numerosi leader di ambedue le fazioni.
Dopo l'arresto di Teixeira, la polizia brasiliana sospetta che Toni Ângelo de Souza Aguiar, alias Robin, abbia preso il comando dell'organizzazione e che ora stia portando avanti conflitti contro organizzazioni criminali (quali CV e A.D.A.).

### Controversie
Secondo alcune indagini, i paramilitari finanziano la loro lotta armata con attività illegali, quali: estorsione, sequestro di persona, usura e racket. 
Il 20 agosto 2008 i miliziani hanno ucciso diverse persone nella favela di Carobinha, il loro obiettivo era quello di far ricadere la colpa ai narcotrafficanti del Comando Vermelho e avere il supporto degli abitanti della favela.